# 큐, 큐, 큐트!
《큐, 큐, 큐트!》(일본어: きゅーきゅーキュート!)는 노지마 켄지 작품의 일본의 라이트 노벨이다. 삽화는 무토 곤시가 담당했다. 미디어 팩토리・MF문고 J를 통해 발행되었으며 미디어 믹스로 만화가 연재되고 있다.

## 만화 단행본 목록
《월간 코믹 얼라이브》(미디어 팩토리) 2008년 10월호부터 2010년 4월호까지 연재되었다. 작화 담당은 후지 리노.
1. 2009년 1월 31일 초판 ISBN 9784840125208
2. 2009년 8월 31일 초판 ISBN 9784840129084
3. 2010년 3월 31일 초판 ISBN 9784840133029